# Beauty's Worth
Beauty's Worth is een stomme film uit 1922 onder regie van Robert G. Vignola.

## Verhaal
Wanneer Prudence Cole met behulp van een artiest transformeert van een dienstmeid in een aantrekkelijke socialiste, wordt ze door iedereen aanbeden en weet ze een relatie te krijgen met de man van haar dromen. Ze ontdekt echter al snel dat hij niet zo geweldig is als dat ze dacht...

## Rolverdeling
| Acteur              | Personage      |
| ------------------- | -------------- |
| Marion Davies       | Prudence Cole  |
| Forrest Stanley     | Cheyne Rovein  |
| June Elvidge        | Amy Tillson    |
| Truly Shattuck      | Mrs. Garrison  |
| Lydia Yeamans Titus | Jane           |
| Hallam Cooley       | Henry Garrison |
| Thomas Jefferson    | Peter          |